# Gamli Sáttmáli

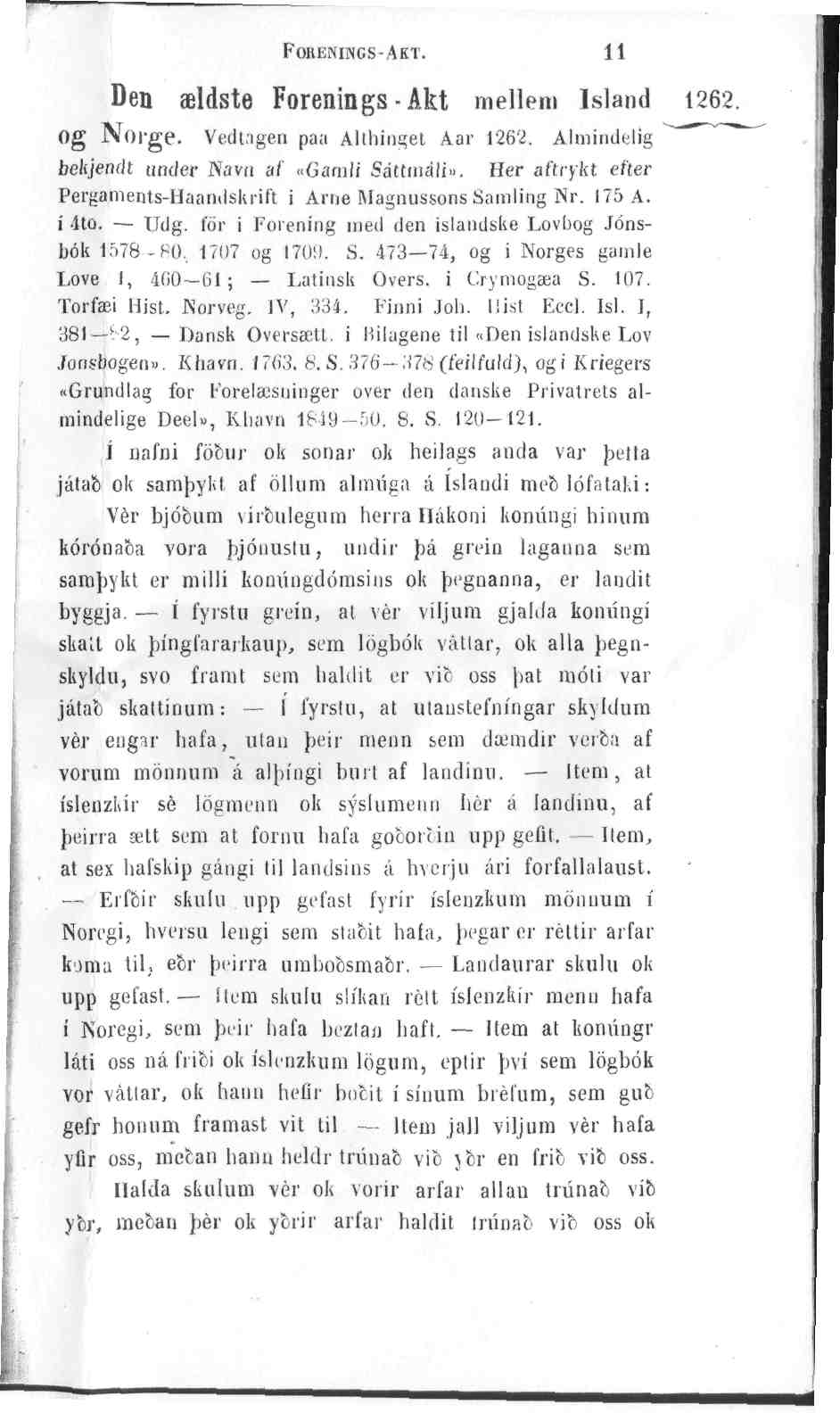
Página impressa do «Gamli sáttmáli».

A Antiga Aliança ou Antigo pacto (em islandês: Gamli sáttmáli) foi o contrato pelo qual os grandes senhores islandeses aceitaram a soberania da coroa norueguesa em 1262.
É também conhecido como Gissurarsáttmáli (em português: Pacto de Gissur) - provavelmente o seu verdadeiro nome - em homenagem a Gissur Thorvaldsson, o líder dos grandes senhores islandeses, que lutaram para conseguir esse tratado.
O acordo foi feito em 1262-1264 entre os grandes líderes da Islândia e Haakon IV da Noruega, e seu filho e sucessor, Magnus o Legislador. A assinatura conduziu à união da Islândia com Noruega, e mais tarde à união da Islândia com a Dinamarca em 1380, por meio da União de Kalmar.
Os anos que precederam a assinatura do acordo foram marcados por uma guerra civil na Islândia (a chamada Era de Sturlung), leva este nome porque o rei norueguês tentou exercer sua influência na contenda através dos clãs familiares islandeses, mais notavelmente os Sturlungs. Gissur Thorvaldsson, um vassalo do rei, trabalhou como seu agente em questão.
De acordo com o disposto no acordo, os islandeses aceitavam pagar impostos ao rei da Noruega, em troca de este aceitar que os islandeses se regessem pelas próprias leis, e além disso garantir a segurança de transportes seguros entre a Noruega e a Islândia. Noruegueses e islandeses receberam a igualdade de direitos nos respetivos países. As leis da República da Islândia foram atualizadas e um livro de leis chamado Jónsbók foi emitido em 1281.
O acordo foi renovado em 1302 a mando de Haakon V da Noruega. A união da Islândia, Noruega (e, após o Tratado de Kiel, com a Dinamarca) durou até 1944, durante a II Guerra Mundial, quando a República da Islândia foi fundada.
O uso das sagas como fontes históricas precisas tem sido questionada pela historiadora Patricia Pires Boulhosa, que alega que o Gamli sáttmáli é um documento muito mais jovem e foi usado para negociar com o rei norueguês para o benefício dos islandeses.[carece de fontes?]